# جيمس بي. رينولدز
جيمس بي. رينولدز (بالإنجليزية: James B. Reynolds)‏ هو محامي وسياسي أمريكي، ولد في 1779 في مقاطعة أنترم في المملكة المتحدة، وتوفي في 10 يونيو 1851 في كلاركسفيل في الولايات المتحدة. حزبياً، نشط في الحزب الجمهوري الديمقراطي. وقد انتخب عضو مجلس النواب الأمريكي.